# Choane

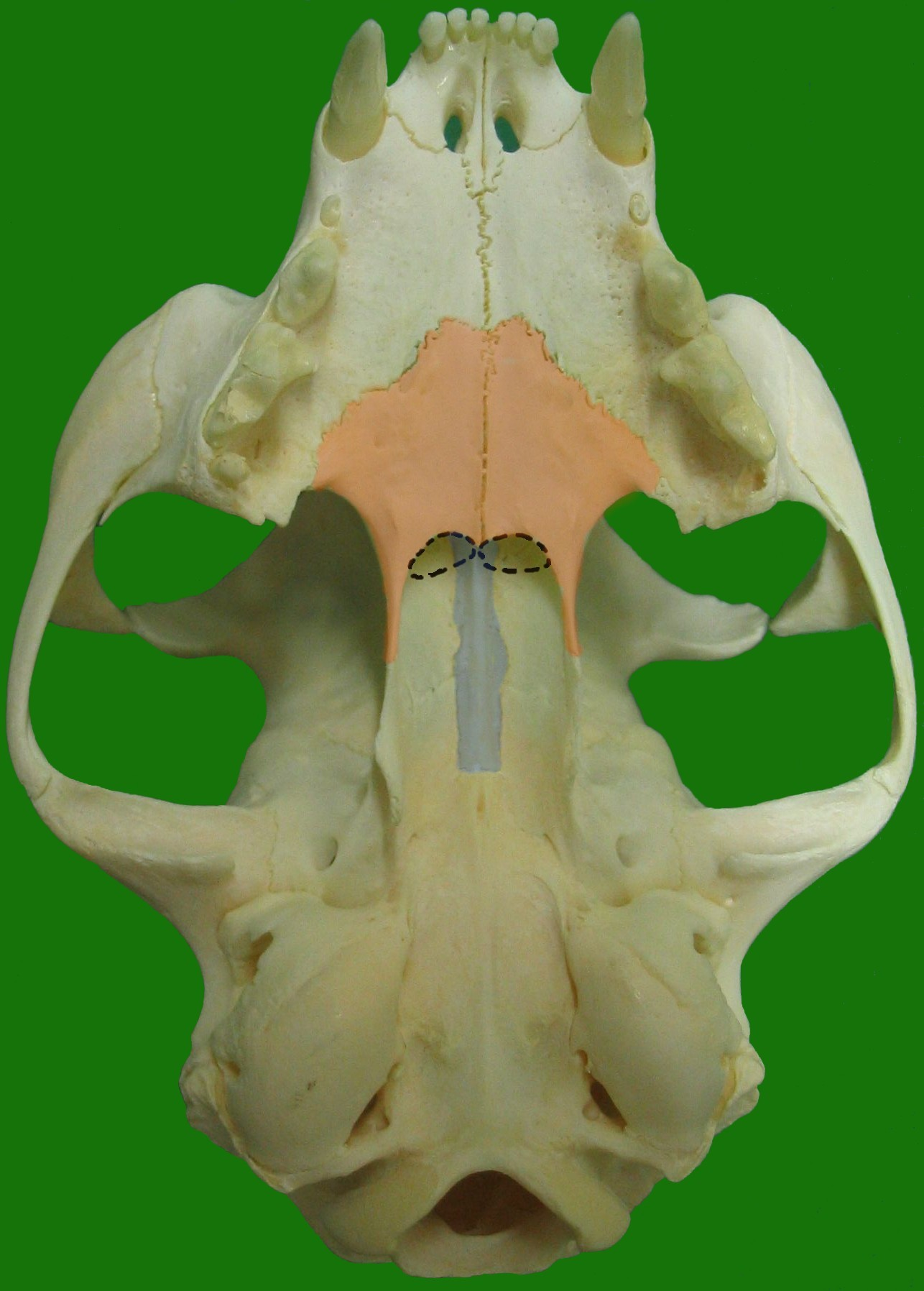
Vue inférieure d’un crâne de chat, montrant les choanes (en pointillé), les os palatins (en rose) et le vomer (en bleu).

Les choanes (du grec χοάνη, choané, « creuset, narine, entonnoir ») sont les orifices postérieurs internes des fosses nasales qui s'ouvrent à l'arrière du palais dans le rhinopharynx chez les Tétrapodes.

## Histoire évolutive
Chez les poissons, chaque cavité nasale (appelée sac olfactif ou sac nasal, elle correspond à une poche creusée dans le cartilage des capsules olfactives du crâne et est tapissée de papilles gustatives et de cellules olfactives (en)) est ouverte à l'extérieur par une « narine » (ouverture nasale non reliée à la cavité buccale et au système respiratoire) sur le museau. La narine externe est ventrale chez les poissons cartilagineux, dorsale chez les poissons osseux. Ce sont les mouvements respiratoires branchiaux qui activent le circulation du milieu aquatique dans le sac olfactif, via une ouverture inhalante (entrée de l'eau par la narine antérieure) et une ouverture exhalante (sortie de l'eau par la narine postérieure). Chaque sac est souvent divisé en deux par un repli cutané, formant une cavité en forme de « U » qui permet l'installation d'un courant d'eau à l'intérieur de l'organe olfactif, les quatre « narines » améliorant ainsi les capacités olfactives en milieu aquatique.
Des orifices narinaires postérieurs qui s'ouvrent au plafond buccal, apparaissent chez les sarcoptérygiens (poissons à membres charnus), et plus particulièrement chez les Dipneustes ou Poissons pulmonés chez qui les orifices exhalants des narines externes ont migré à l'intérieur de la cavité buccale. Ces poissons présentent diverses étapes de transition entre la respiration branchiale aquatique (bouche ouverte, aspiration de l'eau étant grâce à la pompe buccopharyngée puis expulsion par les orifices branchiaux) et la respiration pulmonaire (montée en surface pour aspirer de l'air amené aux poumons). L'existence d'un palais primaire permet des mouvements de pompage aquatique réalisés bouche fermée, via les canaux nasaux et les arcs branchiaux, fournissant une complète indépendance des voies de l'olfaction et de la respiration aérienne, contrairement à ce que les zoologues ont souvent pensé. Cette innovation évolutive assure de plus une première ébauche de séparation des voies alimentaire et respiratoire (elles confluent cependant dans la cavité bucco-pharyngée), et améliore l'acuité olfactive en favorisant un courant d'eau actif entre le nez et la bouche grâce à la pompe buccopharyngée que ces poissons utilisent principalement pour l'alimentation par aspiration des proies. L'émergence des choanes chez les Tétrapodes terrestres ne serait donc pas une adaptation à la respiration aérienne mais un moyen d'obtenir une meilleure olfaction aquatique chez ces poissons qui vivent dans des eaux stagnantes et troubles exigeant une adaptation à la diminution des stimuli visuels, puis cette structure anatomique aurait été adaptée à l'olfaction aérienne qui a besoin d'une bonne acuité olfactive et d'un système d'humidification des fosses nasales assuré par la sécrétion muqueuse des glandes de Bowman (en) et des glandes lacrymales (la présence d'un canal lacrymonasal pourrait être un vestige de la narine externe postérieure),. Si les choanes et les poumons des dipneustes et celles des tétrapodes sont apparues indépendamment par convergence évolutive résultant d'une adaptation à la vie terrestre, l'évolution phylogénétique suggère de considérer le nez respiratoire comme une exaptation du nez olfactif primaire et l'utilisation des poumons hors de l'eau également comme un processus d'exaptation, conséquence d'une adaptation de poissons à des milieux aquatiques hypoxiques ou bien oxygénés, en lien dans ce dernier cas avec les besoins accrus en oxygène du cœur,.

## Positionnement
Les choanes sont visibles sur la face inférieure du crâne. Elles s'ouvrent à l'arrière des os palatins et sont séparées entre elles par la partie postérieure du vomer.

## Genre du motchoane
Le genre du mot choane varie selon les sources : féminin selon l’édition papier du dictionnaire Larousse, mais masculin selon sa version en ligne ; féminin (et toujours pluriel) selon le Petit Robert ; féminin selon médiadico.com ; masculin selon le Dictionnaire d’orthographe et d’expression écrite de Jouette et le Dictionnaire de médecine Flammarion.
Le terme vient d’un mot grec ancien masculin ou féminin selon les sources (khoanê, selon l’édition papier du dictionnaire Larousse, khoanos selon sa version en ligne), signifiant « entonnoir ». Le terme correspondant est féminin en italien (coana) et en espagnol (coana).

## Pathologie
- Atrésie des choanes